# Санта-Кроче (район)
Санта-Кроче (итал. Santa Croce «Святой Крест») — один из шести исторических районов Венеции. Расположен в центре, между районами Сан-Поло и Каннареджо.
В западной части района находится большая парковка для тех, кто приехал в Венецию на личном автомобиле или автобусе. Парковка располагается на Piazzale Roma.
Из достопримечательностей можно выделить церкви Сан-Джакомо делл’Орио (итал. Chiesa di San Giacomo dall'Orio), Сан-Николо да Толентини, Сан-Стае, Сан-Симеоне Гранде и Сан-Симеоне Пикколо.
Санта-Кроче мало посещается туристами, в основном, в районе Гранд-канала, на котором располагаются дворец Фондако деи Турки, где в настоящее время находится Государственный музей естественной истории (итал. Museo civico di storia naturale), а также дворец Ка' Пезаро с Музеем восточного искусства (итал. Museo d'arte orientale) и Международной галереей современного искусства (итал. Galleria internazionale d'arte moderna).